# Bluetick coonhound
El Bluetick Coonhound (que puede traducirse como "perro de pintas azules cazador de mapaches") es una raza de perro de caza, una de las variedades de coonhound criada en Estados Unidos.

## Historia
El Bluetick Coonhound, originaria de Luisiana, se desarrolla a partir de varias razas: el Bleu de Gascogne del sudoeste de Francia, el English Foxhound, el Cur, el American Foxhound y el Black And Tan Virginia Foxhound.
En origen, la raza fue registrada en el United Kennel Club bajo el nombre de English Foxhound y Coonhound, pero en 1946 el mismo club las reconoció por separado. También está reconocida por los Australian National Kennel Council y el New Zealand Kennel Club. En abril de 2009 fue aceptada en la American Kennel Club y desde diciembre de 2009 comienza a participar en los eventos del AKC.
El American Blue Gascon es un subrupo de bluetick coonhounds de mayor tamaño y peso y más "sabueso" que el bluetick estándar; de hecho, a veces se hace referencia a los American Blue Gascons como "old-fashioned" blueticks debido a su apariencia y su olfato menos sensible o estilo de rastreo más lento en comparación.

## Temperamento
Bluetick Coonhounds son criados para ser perros de caza. Son atléticos, resistentes y necesitan un ejercicio o actividad de tiempo completo como la caza, necesitan actividad para mantenerlos felices. Pueden ser difíciles de entrenar y deben ser supervisados si conviven con gatos u otros animales pequeños. Son, al igual que sus contrapartes de los sabuesos, una raza muy inteligente que tiene el increíble talento para resolver problemas.
Una vez entrenados, los perros de esta raza son muy conscientes de su dueño. Estos perros son muy bocales, ya qué aúllan mucho, dado que son criados para ladrar mientras cazan. Si son socializados adecuadamente desde una edad temprana, pueden ser mascotas en una familia. En condiciones normales, el Bluetick Coonhound se lleva bien con los niños. Son perros atentos y amigables. Sin embargo, sus narices los pueden meter en problemas, por lo que se recomienda que los alimentos y la basura nunca se dejen sin atención o a su alcance. La raza a menudo se confunde con ser "agresiva", ya que la raza "saludará" a los extraños con su distintivo aullido y olfateará al sujeto hasta que esté satisfecho. Por lo general, esta es la forma en que la raza llega a conocer su entorno. Dado que los Blueticks son impulsados por su fuerte sentido del olfato, son excelentes perros de caza / rastreo. Si se les permite, en cacería harán que casi cualquier animal más pequeño que ellos trepe a los árboles donde es mejor blanco para los cazadores (arreo). Los Blueticks son generalmente más fáciles de manejar en el campo que otros coonhounds.